# Lebehnscher See
Der Lebehnsche See (auch: Lebehner See) ist ein See bei Lebehn im Landkreis Vorpommern-Greifswald in Mecklenburg-Vorpommern.
Das etwa 56 Hektar große Gewässer befindet sich im Gemeindegebiet von Krackow. Am westlichen Ufer liegt der namensgebende Ortsteil Lebehn mit Badestrand und Bootsverleih. Im südlichen Teil des Sees befinden sich zwei bewaldete Inseln. In den stark gegliederten Nordteil ragen zwei Halbinseln hinein, wodurch zwei Buchten gebildet werden. Nach Norden besteht eine Grabenverbindung zum Schwennenzer See, dessen Wasserspiegel sich mit 24,9 m ü. NHN auf gleicher Höhe befindet. Über den Graben findet eine Entwässerung in Richtung Randow statt. Die maximale Ausdehnung des Lebehnschen Sees beträgt 1068 mal 648 Meter. Die Flachwasserzonen entlang der meist steilen Ufer sind fast vollständig mit einem schmalen Schilfstreifen bewachsen. Ein durchgehender schmaler Baumstreifen existiert am Süd- und Ostufer. Der See ist mit Ausnahme der Ortslage Lebehn von landwirtschaftlichen Nutzflächen umgeben.
In den Jahren 1995 und 1999 wurde das Gewässer polytroph eingestuft. Der Fachbereich Gewässerschutz der Technischen Universität Cottbus stellte in seinen Untersuchungen in den 1990er Jahren Belastungen durch Nährstoffeinträge aus der Landwirtschaft und dem anliegenden Ort fest, was unter anderem im Sommer zu Sauerstoffmangel in Tiefwasserzonen unterhalb von 4,5 Meter und Schwefelwasserstoffbildung führte.